# Jean-Louis Guigou
Pour les articles homonymes, voir Guigou.
Jean-Louis Guigou, né en 1939 à Apt (Vaucluse), est un professeur d'université, haut fonctionnaire français, spécialiste de l'aménagement du territoire. Il est actuellement président d'IPEMED, institut de prospective économique du monde méditerranéen.

## Biographie

### Formation
Ingénieur de l´École nationale supérieure agronomique de Montpellier, il est agrégé et docteur ès sciences économiques (1971). 

### Parcours professionnel
D'abord assistant à la chaire d´économie rurale de l´École nationale supérieure agronomique de Montpellier entre 1965 et 1969, il est maître-assistant au Centre d´enseignement des techniques d´études modernes de l´université de Dijon de 1969 à 1973, puis maître de conférences à l'université de Lille puis à l'université Paris-XII. Nommé professeur en 1978, il poursuit ses cours à Paris-XII jusqu'en 1988.
Il enseigne également à l'université d´Avignon entre 1985 et 1990 puis à l'Institut d'études politiques de Paris.
Appelé en 1982 comme chargé de mission au cabinet de Michel Rocard, ministre de l'aménagement du territoire et du plan, il intègre l'année suivante la DATAR, dont il devient directeur en 1990 avant d'en prendre la tête comme délégué de 1997 à 2002. Outre la réforme du découpage politico-institutionnel du territoire français, il y a relancé les travaux de prospective sur les incidences spatiales des grandes transformations sociales, économiques et environnementales des sociétés.
Nommé inspecteur général de l’éducation nationale en 2002, il est chargé par le ministre français des affaires étrangères d’une mission d’identification et de valorisation des scientifiques travaillant sur la Méditerranée, à la suite de laquelle il monte le Centre d’analyse et de liaison des acteurs de la Méditerranée (Calame) et l’Institut de prospective économique du monde méditerranéen (IPEMed), dont il est le délégué général depuis 2006. Il en prend la présidence en octobre 2015, succédant à Radhi Meddeb.
Avec l'IPEMED, il fonde en mai 2015 une fondation Afrique-Méditerranée-Europe . Bénéficiant du soutien de l'Union africaine, de la Ligue arabe et de la Commission européenne, cette fondation, qui se veut un think tank, concrétise son discours sur la nécessaire Afrique-Méditerranée-Europe verticale, qu'il prône depuis de nombreuses années. Il prend part à des travaux universitaires et fédère des entreprises européennes et africaines sur ce projet.
Il est l'époux d'Élisabeth Guigou, ancienne garde des Sceaux.
Il est chevalier des Palmes académiques.

## Ouvrages
- Théorie économique et transformation de l´espace agricole, 1971
- Analyse multidimensionnelle, 1974
- La Rente foncière, 1983
- France 2015. Recomposition du territoire national, éditions de l'Aube, 1993
- Une Ambition pour le territoire, aménager le temps et l'espace, éditions de l'Aube, 1995
- Aménager la France de 2020. Mettre les territoires en mouvement, la Documentation française, 2000
- Aménagement du territoire, rapport du Conseil d’analyse économique, La Documentation française, 2001 ;
- Le nouveau monde méditerranéen, Editions Descartes, 2012

## Sources
- « Entretiens du Patrimoine 2001 : L'émergence et l'évolution de la notion de patrimoine au cours du XXe siècle en France - Repères biographiques des intervenants », ministère de la Culture, novembre 2001
- « « Jean-Louis Guigou, aménageur du territoire »(Archive.org • Wikiwix • Archive.is • Google • Que faire ?) (consulté le 16 mai 2017) », Marianne, 28 juillet 1997
- Who's Who in France,